# Arnulfo Arias Madrid
Arnulfo Arias Madrid (ur. 15 sierpnia 1901, zm. 10 sierpnia 1988) – panamski dyplomata, z zawodu lekarz.

## Życiorys
Ukończył studia medyczne na Uniwersytecie Harvarda. W 1925 powrócił do kraju. W 1931 stanął na czele zamachu stanu. Od 1932 do 1936 był ministrem rolnictwa, a od 1936 do 1939 – ambasadorem w europejskich państwach. Później sprawował urząd prezydenta Panamy w okresach: od 1 października 1940 do 9 października 1941, od 24 listopada 1949 do 9 maja 1951 i w dniach 1-11 października 1968. Każdy z nich kończył się obaleniem Ariasa przez Gwardię Narodową (przyczyną trzeciego przewrotu pod przywództwem Omara Torrijosa i Borisa Martíneza było złamanie przez Ariasa obietnicy niereformowania armii). Od 1941 do 1945 znajdował się na emigracji, a na urząd prezydenta kandydował jeszcze w 1964 i w 1984. Prowadził politykę antyamerykańską, proniemiecką i prowłoską, eksponował nacjonalizm i autorytaryzm. W latach 80. przewodził cywilnej opozycji przeciwko rządom wojskowych pod wodzą Manuela Noriegi.
Zmarł z przyczyn naturalnych, w czasie oglądania telewizji.

## Rodzina
- Harmodio Arias Madrid, brat, prezydent Panamy 1931-1936
- Mireya Moscoso, żona, prezydent Panamy 1999-2004